# Jeffrey van den Berg
Jeffrey van den Berg (Haarlem, 13 april 1989) is een Nederlands voormalig betaald-voetballer. Hij speelde als aanvaller voor HFC Haarlem en FC Zwolle. Daarvoor speelde hij in de jeugd bij amateurclub EDO en bij MVV. Hij maakte zijn debuut in het betaalde voetbal op 15 augustus 2008 tegen FC Eindhoven. Na de zomer van 2010 stapte hij over naar het amateurvoetbal en kwam uit voor SV Spakenburg, SV ARC, HFC EDO, ZSGOWMS en SV United/DAVO.

## Statistieken
| Seizoen | Club      | Land      | Competitie     | Wed. | Goals |
| ------- | --------- | --------- | -------------- | ---- | ----- |
| 2008/09 | Haarlem   | Nederland | Eerste divisie | 24   | 1     |
| 2009/10 | Haarlem   | Nederland | Eerste divisie | 6    | 1     |
| 2009/10 | FC Zwolle | Nederland | Eerste divisie | 6    | 0     |
| Totaal  | Totaal    | Totaal    | Totaal         | 36   | 2     |